# Carcinoma de células escamosas
Carcinomas de células escamosas ou carcinomas epidermoides são um conjunto de diferentes tipos de cancro que se formam na células escamosas. Estas células estão presentes na superfície da pele e no revestimento de alguns órgãos, do trato respiratório e do trato digestivo.
Entre os tipos mais comuns de carcinomas de células escamosas estão:
- Carcinoma de células escamosas da pele: um dos tipos  mais comuns de cancro da pele
- Carcinoma de células escamosas do pulmão: um tipo de cancro do pulmão
- Carcinoma de células escamosas da tiroide: um tipo de cancro da tiroide
- Carcinoma de células escamosas do esófago: um tipo de cancro do esófago
- Carcinoma de células escamosas da vagina: um tipo de cancro da vagina

Apesar de partilharem a denominação "carcinoma de células escamosas", estes carcinomas apresentam diferentes sintomas, evolução, prognóstico e resposta ao tratamento em função da parte do corpo afetada.